# Hybomitra adachii
Hybomitra adachii är en tvåvingeart som först beskrevs av Sadao Takagi 1941.  Hybomitra adachii ingår i släktet Hybomitra och familjen bromsar. Inga underarter finns listade i Catalogue of Life.